# Rudolf Weber (Jurist)
Rudolf Heinrich Christian Weber (* 14. Juni 1872 in Oldenburg; † 6. Februar 1945 ebenda) war ein deutscher Verwaltungsjurist und Innenminister des Freistaats Oldenburg.

## Leben
Rudolf Weber wurde als Sohn des oldenburgischen Sparkassendirektors Karl Friedrich Anton Weber (1825–1896) und dessen Ehefrau Sophie Henriette Helene geb. Westerholt (1837–1923) geboren. Er besuchte das Oldenburger Gymnasium und studierte anschließend von 1890 bis 1893 Jura an den Universitäten Marburg und Berlin. Während seines Studiums wurde er 1890 Mitglied der Landsmannschaft Spandovia Berlin.
Er trat nach dem juristischen Vorbereitungsdienst 1898 in den oldenburgischen Staatsdienst und wurde zunächst Assessor an den Ämtern Brake und später in Oldenburg. Danach kam er als Sekretär in das oldenburgische Finanzministerium. Im Dezember 1906 wurde er provisorisch mit der Verwaltung des Amtes Cloppenburg beauftragt und im Mai 1907 zum Amtshauptmann ernannt. Im Herbst 1908 kam er ebenfalls als Amtshauptmann nach Brake, wo er auch den Vorsitz des oldenburgischen Seeamtes übernahm. Im Oktober 1919 wurde er zum Regierungsrat und zum Vortragenden Rat in das Ministerium des Innern des Freistaats Oldenburg ernannt. Lediglich zwei Monate später folgte seine Beförderung zum Oberregierungsrat.
Als im April 1923 nach dem Rücktritt der Regierung Tantzen I die Bildung einer neuen parlamentarischen Regierung scheiterte, wurde als Übergangslösung eine Beamtenregierung unter dem Vorsitz von Eugen von Finckh eingesetzt. Weber übernahm darin als parteiloser Spezialist das Ministerium für Inneres, Handel und Verkehr. Bei der Regierungsumbildung im Juni 1925 wurde er durch den Zentrumskandidaten Franz Driver abgelöst und erhielt als Entschädigung die Stelle des Präsidenten des Oberverwaltungsgerichts Oldenburg.
Diese Tätigkeit übte Weber in der Folgezeit der Weimarer Republik solange aus, bis er als Verfechter des Rechtsstaatsgedankens nach 1932 in Konflikt mit der neuen nationalsozialistischen Regierung unter Carl Röver geriet, die ihn im Mai 1933 zwangsbeurlaubte und im Oktober 1933 in den Ruhestand versetzte.

## Familie
Weber war seit dem 28. August 1909 verheiratet mit der aus Löbau stammenden Elsa Auguste geb. Schneider (* 1887), der Tochter des Schulrats Ernst Emil Schneider und der Auguste Henriette geb. Domsch. Das Ehepaar hatte eine Tochter und einen Sohn, der im Ersten Weltkrieg fiel.